# Troglosiro wilsoni
Troglosiro wilsoni – gatunek kosarza z podrzędu Cyphophthalmi i monotypowej rodziny Troglosironidae.

## Występowanie
Jak wszyscy przedstawiciele rodzaju jest endemitem Nowej Kaledonii. Znaleziony na górze Koghis na wysokości 500 m n.p.m..